# Toni Kalem
Toni Kalem (Springfield, Union County, Nueva Jersey, 29 de agosto de 1950) es una actriz, guionista y directora de cine estadounidense.

## Biografía
Kalem creció en el municipio de Springfield, en Union County, Nueva Jersey. A lo largo de su carrera como actriz, ha aparecido en películas como The Wanderers (1979), Private Benjamin (1980), The Boy Who Drank Too Much (1980), Silent Rage (1982) y Sister Act (1992). En tanto, su trabajo en series de televisión incluye participaciones en Starsky y Hutch, MacGyver, Another World y La mujer policía.
Escribió y dirigió la película A Slipping-Down Life, una adaptación de la novela homónima de Anne Tyler, la que estuvo protagonizada por Lili Taylor y Guy Pearce. El largometraje fue estrenado en el Festival de Cine de Sundance de 1999, pero su estreno comercial se vio postergado durante años. Finalmente fue estrenada en cines de Estados Unidos en 2004, a través de la empresa distribuidora Lionsgate.
Uno de sus papeles más conocidos es el de Angie Bonpensiero, esposa de Salvatore "Big Pussy" Bonpensiero en la serie Los Soprano de HBO. Dentro de Los Soprano, Kalem también escribió el guion de "All Happy Families...", el cuarto episodio de la quinta temporada. Otro de sus trabajos como guionista fue el episodio "Taking Lumps" de la serie The Big C.